# Hessisch Lichtenau
Hessisch Lichtenau è un comune tedesco di 12 598 abitanti situato nel land dell'Assia.